# Abuso sexual en la industria del cine de los Estados Unidos
Los casos de abuso sexual en la industria del cine de los Estados Unidos hacen referencia a acusaciones de abuso sexual reportadas contra gente relacionada al medio del cine de los Estados Unidos.
Las acusaciones de agresión sexual en la industria se remontan a 1921, y durante la década de los años 2010 han cobrado fuerza debido a los señalamiento hacia a productores, directores, actores y publicistas presuntamente relacionados. La especulación sobre la impunidad que gozaba la élite de los medios creció en 1977, cuando el director Roman Polanski abandonó los Estados Unidos después de ser condenado por los cargos de abuso sexual en contra de una menor de edad.
En octubre de 2017, el tema alcanzó amplia cobertura mediática luego de que el productor Harvey Weinstein fuera acusado por más de 20 mujeres de cargos que iban desde el acoso sexual, hasta la violación. Los señalamientos a Weinstein dieron pie a que decenas de hombres y mujeres se sumaran a la lista de víctimas que públicamente comenzaron a denunciar a sus agresores. Algunos actores del medio se sumaron a la protesta y se sensibilizaron con los agredidos. El tema sigue siendo objeto de interés general para la opinión pública.

## Abuso sexual como un tema en la industria
El abuso sexual fue establecido como una forma de discriminación en los años 80. Si bien, el abuso sexual no es único hacía las mujeres, ha significado uno de sus mayores obstáculos para el progreso de las mismas en la industria del cine y del entretenimiento. La Comisión para la Igualdad de Oportunidades en el Empleo definió a la agresión sexual como acercamientos sexuales indeseados, ya sean verbal o físicos; la misma comisión reportó que aproximadamente 42% de las mujeres y 15% de los hombres experimentaron alguna forma de abuso sexual en su trabajo.

### Diferencias entre acoso, abuso y agresión sexual
El acoso sexual es aquel acto en la que se llevan a cabo avances, contactos físicos o pedirse favores de índole sexual indeseados; de forma verbal, no verbal y/o física. Se caracteriza por la inexistencia de consentimiento por parte de la persona agredida; se habla de un ambiente hostil para la víctima; suele ocurrir en ambientes jerárquicos (laborales, académicos) o en lugares públicos; y se manifiesta de manera física, verbal y gestualmente. 
La agresión sexual es aquella acción que se relaciona con el contacto sexual (ej. violación) no consentido por la víctima, por lo que, es tomada por medio de la fuerza, ya sea violencia física, verbal y/o psicológica. Aquí se habla necesariamente de un contacto físico entre el agresor y la víctima. Se puede dar en cualquier lugar, público o privado. 
El abuso sexual es cualquier acto de naturaleza sexual, por parte de una persona hacía otra, sin el consentimiento de una de las partes; aquí no se emplea la violencia física o la intimidación directa. Una de las mayores características, y el principal diferenciador, es que la víctima no puede dar su consentimiento, por lo que los menores de edad son las principales víctimas; esto da lugar a que el acosador sea alguien familiar o de confianza para la víctima, se de en un contexto privado, y que el perpetrador utilice la manipulación, persuasión y control contra las víctimas.

## Caso Fatty Arbuckle

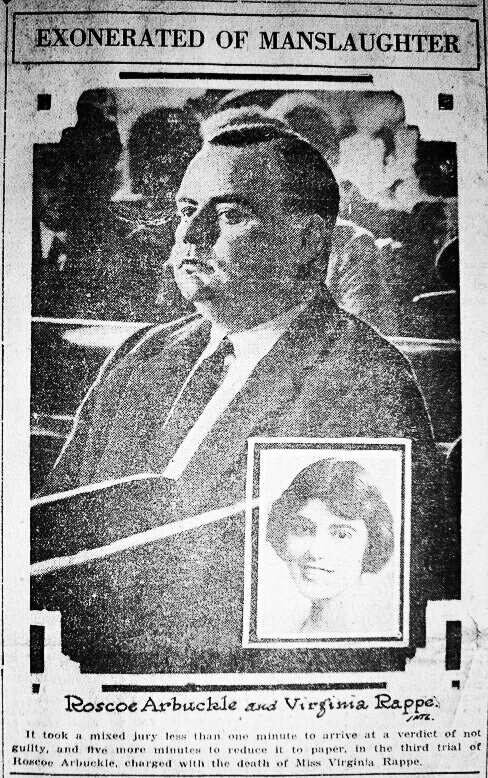
Roscoe Arbuckle durante su tercer juicio por la violación y asesinato de Virginia Rappe. (1923)

Uno de los primeros casos mediáticos ocurrió el 5 de septiembre de 1921, cuando el actor de comedia Roscoe «Fatty» Arbuckle fue señalado de abuso sexual en contra de la actriz Virginia Rappe. Según la versión extraoficial, el cómico había organizado una fiesta en la que se habría aprovechado del estado alcohólico de Rappe para violarla. La agresión fue tan violenta, que Rappe falleció cuatro días más tarde. La noticia alcanzó una repercusión importante cuando el periodista William Randolph Hearst escribió columnas en las que acusó directamente a Arbuckle y agregó detalles al acontecimiento, por ejemplo el que Arbuckle había violado a Rape salvajemente con una botella.
Ninguna versión oficial pudo comprobar que Roscoe Arbuckle había sido el autor de la agresión sexual, e inclusive sus allegados salieron a defenderlo. Aunque el actor nunca fue procesado, el señalamiento fue suficiente para terminar con su carrera.

## Casos denunciados

### Caso Roman Polanski

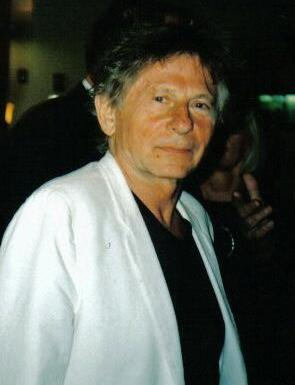
Roman Polanski

En 1977, Samantha Gailey, de entonces 13 años de edad, acusó al director francés Roman Polanski de haberla forzado a mantener relaciones sexuales con él. Gailey describió que el director la llevó a casa del actor Jack Nicholson en Los Ángeles bajo el argumento de utilizarla como modelo para una sesión fotográfica de la revista Vogue. Ya en el lugar, Polanski le suministró Metacualona y posteriormente la fotografió con el pecho desnudo. Ambos estaban solos en casa de Nicholson, por lo que Polanski aprovechó para llevarla al dormitorio principal y ahí violarla. Polanski fue acusado de abuso sexual a una menor, consumo de drogas, perversión y sodomía. La fiscalía ordenó 90 días de prisión estatal que incluían una evaluación psiquiátrica, mientras se estipulaba su condena final. Sin embargo, Polanski solicitó otro periodo de 90 días de libertad condicional para poder terminar la película Chinatown, la cual le fue concedida. Después de terminar el rodaje, el director regresó a su natal Francia en donde debido a los términos de sentencia, su nacionalidad francesa le impedía ser extraditado a Estados Unidos. Desde entonces ha vivido en Europa.
El caso Polanski despertó el interés de los medios estadounidenses quienes condenaron el proceder de las autoridades francesas. En febrero de 2002, durante la ceremonia de los 75.º Premios Óscar, Polanski fue galardonado con el Óscar al mejor director por la película El pianista, a la cual no asistió. Los asistentes de la ceremonia le concedieron una ovación de pie al director pese a estar ausente. En septiembre de 2009, fue arrestado en el aeropuerto de Zúrich en Suiza por petición de autoridades estadounidenses sobre el caso Samantha Gailey, sin embargo al año siguiente, el departamento de justicia anunció que Suiza no extraditaría a Polanski. En 2016, el Tribunal Supremo de Polonia también se negó a reabrir el caso. Finalmente en 2017, la propia Samantha Gailey pidió cerrar el caso, argumentando que sólo prefería “pasar de página.”.
A Gailey, se sumaron otras tres mujeres quienes acusaron al cineasta, entre ellas la actriz Charlotte Lewis quien en 1999 admitió haber mantenido una relación sentimental consentida con el director cuando ella tenía 16 años. En 2010, Lewis declaró que durante el rodaje de la película Piratas, Polanski le dijo: «Si no eres lo suficientemente adulta como para tener relaciones conmigo, no lo eres tampoco para hacer una prueba de cámara». Actualmente, Polanski vive en Polonia.

### Caso Woody Allen

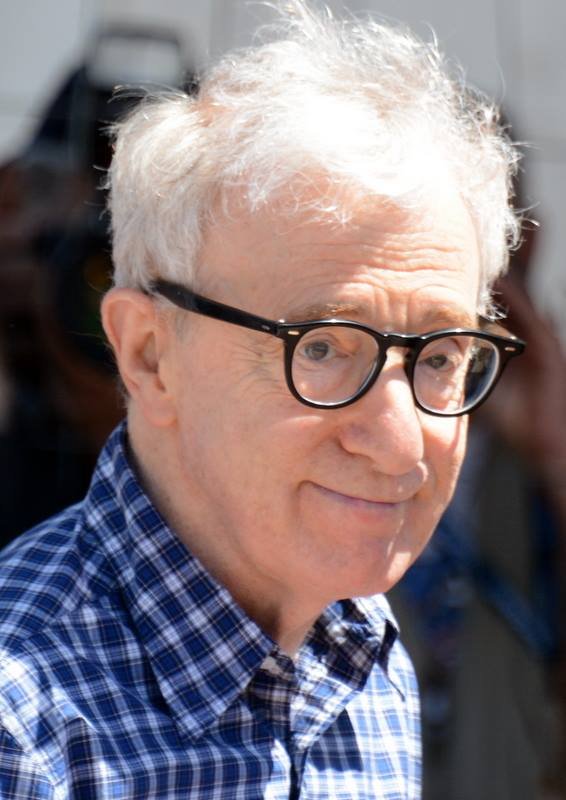
Wody Allen en 2015

En 1978, la actriz Mia Farrow y su esposo André Previn adoptaron a Soon-Yi Previn, nacida en Corea del Sur. Después del divorcio de Farrow con Previn, ella comenzó una relación con Woody Allen. Woody Allen era desde ese momento uno los cineastas más reconocidos, ganador del Oscar como mejor director por la película Annie Hall. Allen sin embargo siempre mantuvo su imagen en discreción e incluso no asistió a la gala del Oscar para recoger el premio. Farrow y Allen tuvieron un hijo, Ronan Farrow, y adoptaron a otros dos, Moses y Dylan. En 1992, los rumores sobre la mala relación entre Farrow y Allen, que nunca habían llegado a convivir, se confirmaron cuando ella declaró que había descubierto a su hija adoptiva Soon-Yi Previn teniendo relaciones sexuales con Allen. En ese momento Soon-Yi tenía 21 años. Luego de ello, el matrimonio se terminó y Mia Farrow se quedó con la custodia de todos sus hijos. La corte concedió a Allen el acuerdo de que él pudiera verlos con el permiso de Farrow.
El 4 de agosto de 1992, Mia Farrow dejó a todos sus hijos en casa de Allen mientras ella iba de compras. De acuerdo con la declaración posterior, Woody Allen aprovechó el momento para bajar al sótano con una de sus hijas adoptivas, Dylan Farrow de entonces 7 años, y posteriormente abusar sexualmente de ella. A partir de ese momento, se inició una disputa legal por la custodia total de los menores de edad y Allen fue llevado a tribunales, aunque la acusación no procedió. Un año más tarde un médico de la Clínica de Abuso Sexual Infantil del Hospital Yale-New Haven declaró que la historia de violación de Dylan Farrow era posiblemente un invento de la niña causado por el estrés de vivir en un hogar volátil. La conclusión final del equipo de expertos en abuso infantil Yale-New Haven fue, concretamente, la siguiente:

"es nuestra experta opinión que Dylan no fue sexualmente atacada por Mr. Allen. Más allá de ello, creemos que las declaraciones de Dylan en cinta de video y las declaraciones efectuadas en presencia nuestra durante la evaluación no se refieren a eventos reales ocurridos el 4 de agosto de 1992. (...) A la hora de desarrollar nuestra  opinión, hemos considerado tres hipótesis para explicar las declaraciones de Dylan. Primero, que las mismas fueran ciertas y que Mr. Allen hubiera abusado de ella. Segundo, que no fueran ciertas, aunque elaboradas por una niña emocionalmente vulnerable dentro de una familia disfuncional, en respuesta al estrés familiar, y tercero, que Dylan fuera adoctrinada o influenciada por su madre, Ms. Farrow. Mientras que podemos concluir que Dylan no fue sexualmente abusada, no podemos afirmar que la segunda formulación o la tercera sean ciertas aisladamente. Creemos que se trata más bien de una combinación de las dos últimas formulaciones la que mejor expresa las alegaciones de Dylan en torno a un abuso sexual. Las principales razones por las que creemos que Dylan no fue sexualmente abusada, son las siguientes: 1) Hubo inconsistencias importantes en las declaraciones de Dylan en cinta de video, y en las declaraciones efectuadas ante nosotros. 2) Parecía tener problemas en como explicar el tocamiento. 3) Relató la historia de manera extremadamente meditada y controlada. No había espontaneidad en sus declaraciones, y se percibía un elemento ensayado en su forma de expresarse. 4) Sus descripciones acerca de los detalles que rodearon los citados eventos eran inusuales e inconsistentes."

 Sin embargo, en el año 2010, la ya adulta Dylan Farrow declaró: «cuando tenía siete años, Woody Allen me tomó de la mano y me llevó a un oscuro desván en la segunda planta de nuestra casa. Me dijo que me tumbara boca abajo y que jugara con el tren eléctrico de mi hermano. Entonces abusó de mí sexualmente. Él me hablaba mientras lo hacía, susurrándome que era una buena chica, que ese era nuestro secreto y me prometía que iríamos a París y me convertiría en una estrella de cine».
Pese a que Allen ha negado todas las acusaciones en su contra, Ronan Farrow, su único hijo biológico, defendió a su hermana y se convirtió en uno de los principales activistas en contra del abuso sexual y uno de los primeros en escribir un reportaje sobre las acusaciones de abuso sexual contra Harvey Weinstein. Woody Allen se encuentra casado desde 1997 con Soon-Yi Previn. Después de las acusaciones en 2017 hacia personalidades del medio, actores como Mira Sorvino, Colin Firth, Timothée Chalamet y Rebecca Hall expresaron públicamente su arrepentimiento de haber trabajado con Woody Allen. Por su parte, otros actores como Diane Keaton salieron en su defensa. En 2018 Moses Farrow, hijo adoptivo de Mia Farrow y Woody Allen, publicó un artículo en el que defendía a su padre, alegando haber estado presente el día en que supuestamente sucedieron los hechos, y negando que su padre pudiera haber estado solo con Dylan ese día, dado que estaba vigilado por ocho personas -entre ellas el propio Moses, que contaba ya con 15 años- por orden de Mia, con prohibición expresa de dejarle solo con los niños, al haber ya estallado el escándalo de Soon-Yi. También señala que no existía ningún tren en el ático, y relata los maltratos infligidos por Mia a sus hijos, que incluían teatralizaciones, repeticiones o encierros en armarios para modificar sus ideas o posiciones con respecto a diversos asuntos, redundando en la idea de que la historia de Dylan sería un falso recuerdo inducido por Mia en venganza por el romance de Allen con Soon-Yi. Allen alega que los elementos del tren y el ático proceden de una canción de Dory Previn (exmujer de André Prevín, la anterior pareja de Mia), "With my daddy in the attic", que trata sobre abusos paternos, y que habría sido incorporada por Mia al relato. Los maltratos y adoctrinamientos relatados por Moses Farrow, fueron también narrados por Soon-Yi en otro artículo en defensa de Allen, publicado en 2018.

## Casos no denunciados jurídicamente, pero socialmente conocidos

### Caso Louis B. Mayer

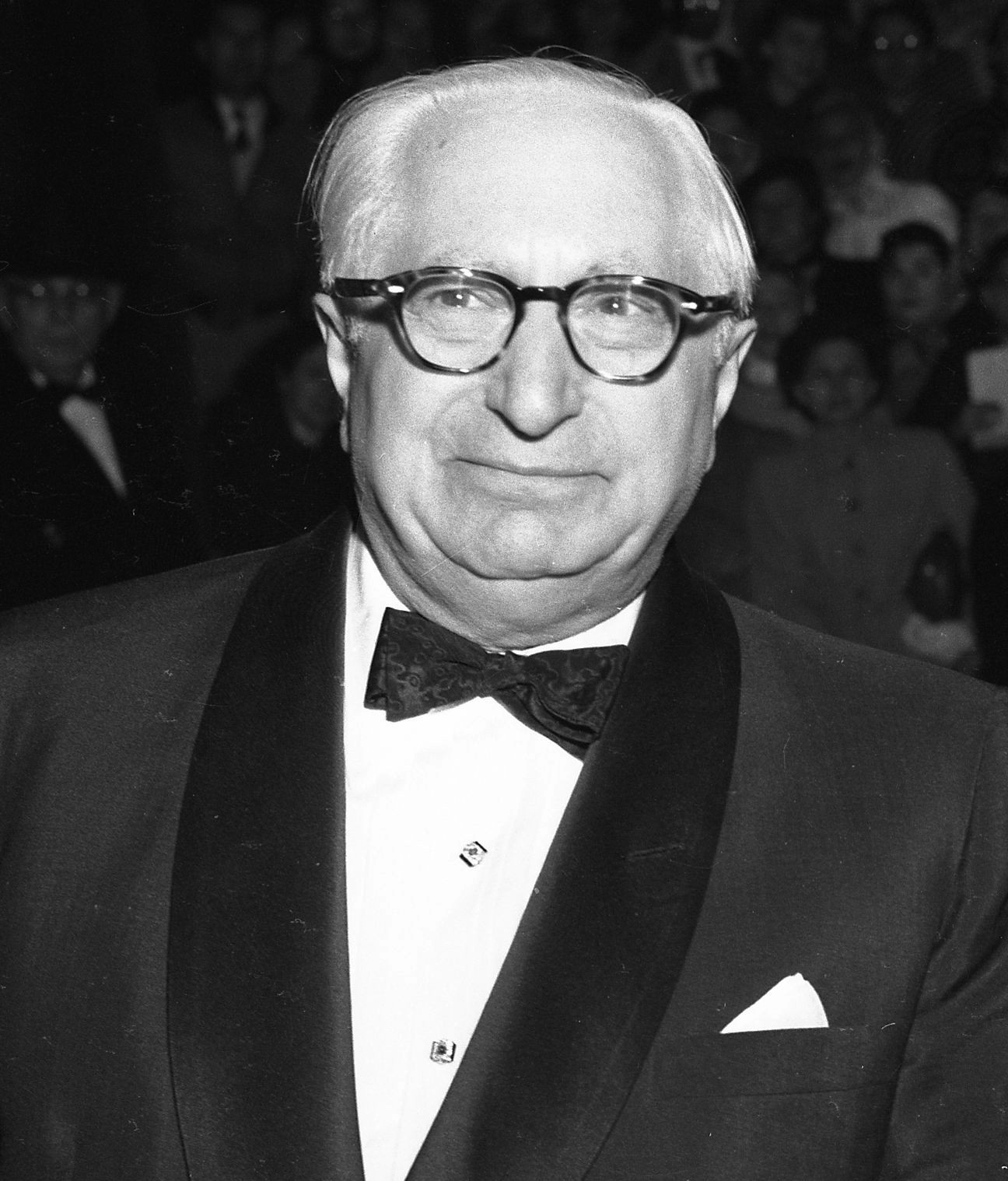
Louis B. Mayer. Productor y cofundador de MGM- Agresor de Judy Garland.

Gracias al biógrafo Gerald Clarke, y a su incesante investigación mediática, logró encontrar en un libro sobre la vida de Judy Garland (aquella chica olvidada la mayor parte de su carrera, pero recordada por interpretar a Dorothy en El Mago de Oz de 1939), como la actriz había sido abusada y agredida sexualmente por el productor y cofundador de Metro-Goldwyn-Mayer studios.
El abuso aconteció, aproximadamente, cuando comenzó el rodaje de la película El mago de Oz; Judy Garland tenía 16 años. No solamente se mencionan abusos de índole sexual, sino también daños psicológicos y físicos, esencialmente verbales; por ejemplo, la actriz tenía horarios y raciones muy estrictas de comida. El daño psicológico ocasionó que la actriz padeciera de una adicción a las drogas y alcohol; la primera de ellas fue la razón de su muerte, tras una sobredosis Judy murió a la edad de 47 años.
Gerald Clarke (2000) menciona, y cita, en la página 67 de su libro Get Happy: The Life of Judy Garland:  

"No crean que no lo intentaban todos", ella dijo. El que encabezaba la lista era Mayer mismo. Cuando la felicitaba por su voz — ella cantaba con el corazón, decía— Mayer, sin dudarlo, ponía su mano en el pecho izquierdo [de Judy] para mostrar donde estaba su corazón. "Constantemente pensaba que era afortunada", observó Judy, "que no cantaba con ninguna otra parte de mi anatomía". En este escenario, el cumplido seguido del manoseo, eran actos que se repetía constantemente, hasta que Judy, una vez creció, lo detuvo. "Sr. Mayer, nunca más se atreva a hacer esto otra vez," ella finalmente había encontrado el coraje. "Simplemente yo ya no estaba dispuesta a eso".

## Otros presuntos abusos y condenas
En abril de 2014, apareció ante los medios un hombre que se presentó como Michael F. Egan quien declaró que su carrera como actor se vio truncada en 1999 cuando se negó a seguir asistiendo a las "fiestas" realizadas por hombres poderosos del cine. Egan denunció públicamente a Bryan Singer, director de películas como The Usual Suspects y X-Men de haber abusado de él en dichas fiestas que se llevaban a cabo dentro de una mansión en Los Ángeles y cuyo requisito para los hombres era no usar bañador y nadar completamente desnudos. Según su testimonio, cuando tenía 15 años, Singer lo habría violado después de obligarlo a inhalar cocaína. Michael Egan explicó que tanto Singer como otros hombres amenazaron a él y a su familia bajo el argumento de que ellos controlaban Hollywood. Textualmente, añadieron: «Si no mantienes contentos a los miembros de este grupo te eliminaremos». Singer negó las acusaciones, sin embargo en 2017 otro hombre identificado como César Sánchez-Guzmán señaló al director de obligarlo a practicarle sexo oral en 2003. Sánchez-Guzmán reveló a The New York Times que Bryan Singer organizaba fiestas dirigidas al colectivo gay de Hollywood y que lo había amenazado de «arruinar su reputación si llegaba a hablar».

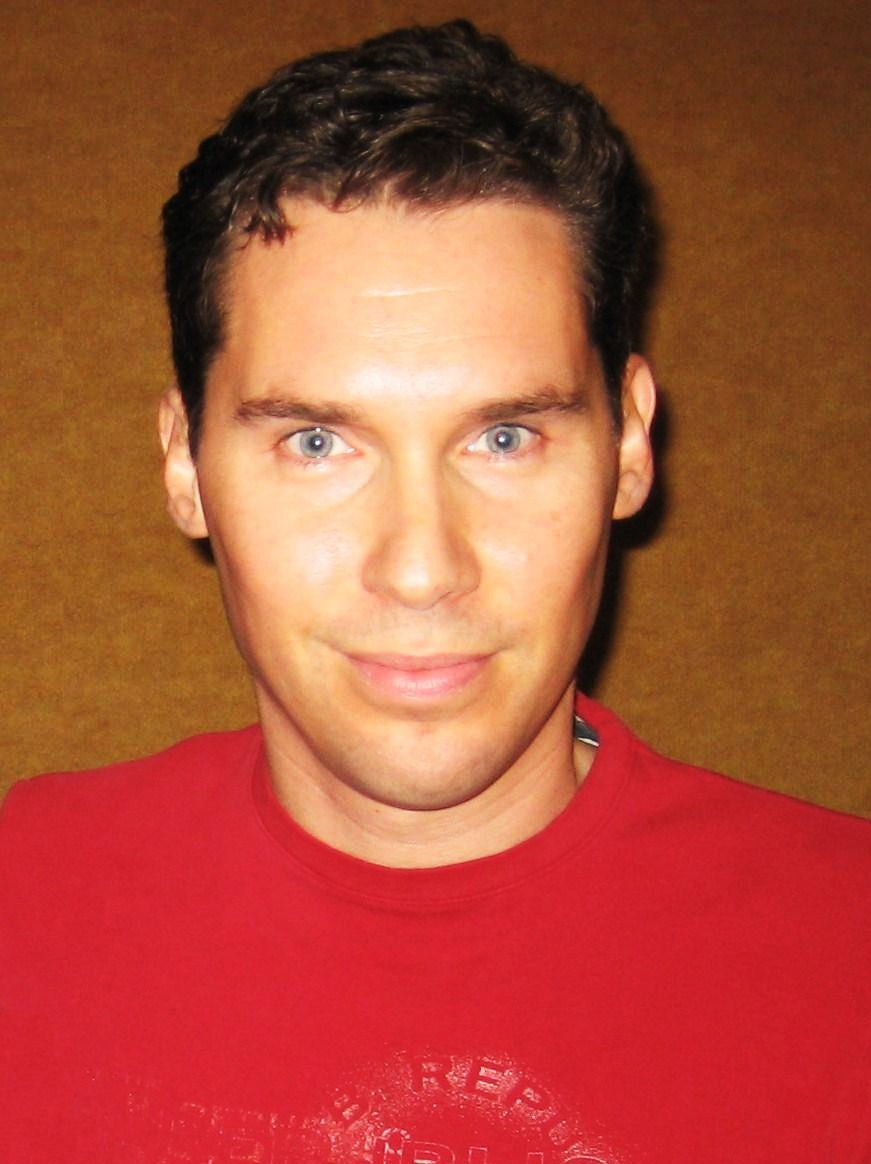
Bryan Singer fue señalado de abuso sexual durante fiestas privadas.

Egan acusó también a Garth Ancier, antiguo presidente de BBC America, a David Neuman, expresidente de Disney Channel, y a Gary Goddard, productor de Broadway, de participar en las violaciones. Jeff Herman, su abogado, declaró: «Hollywood tiene un problema con la explotación sexual de los niños». Durante 2011 se filtraron fotografías que mostraban una fiesta organizada por Bryan Epstein y el director Roland Emmerich en la que se observa una piscina en donde compartían hombres maduros y jóvenes.
En noviembre de 2017, el actor Corey Feldman manifestó su deseo de realizar un documental que retratara la pedofilia en Hollywood y los sectores de poder dentro de la industria. Feldman alegó haber sufrido abuso sexual dentro de lo que él describió como una red de prostitución. El actor aseguró que buscaría el dinero para contratar abogados que los respaldaran, ya que el material a publicar haría un señalamiento directo contra seis de los principales productores de Hollywood que buscarían desmentirlo. Por otra parte retomó la vida del actor Corey Haim, quien fue uno de sus amigos y que murió en 2010 por una sobredosis de drogas. Feldman dijo que Haim había muerto sin poder confesar a la opinión pública el nombre de la persona que lo violó cuando ambos buscaban una oportunidad laboral. Corey Feldman ya había participado en un documental sobre el abuso infantil en Hollywood en 2014, An Open Secret, que exhibió el abuso sexual que se realizaba durante los casting y el reclutamiento de jóvenes actores en películas o comerciales, por parte de la gente de la industria fílmica. Durante el documental se habla también de las fiestas organizadas por Singer en las cuales los menores eran drogados, y de las opiniones de los padres de ellos, quienes en algún momento se vieron en la necesidad de «confiar» en los agentes del medio para mejorar su condición económica. De igual manera, dentro del material se expuso el caso del fotógrafo Bob Villard. De acuerdo a las declaraciones, Villard tomaba fotografías de niños y adolescentes para luego venderlas, sin permiso o autorización de los padres, a través del portal eBay como contenido erótico.
Martin Weiss, mánager de actores infantiles quien fue detenido en 2011. Pese a negar haber tenido actos sexuales con menores, una grabación demostró que Weiss había confesado «estar con un niño». La grabación fue hecha por Jason James Murphy quien declaró que en 1996 cuando él tenía once años y Martin era su mánager, el hombre lo llevó a un campo en donde le preguntó «si había visto el pene de alguien». Acto seguido abusó de él. Weiss fue sentenciado a 15 años de prisión, condena que finalmente no cumplió completamente. Los señalamientos también alcanzaron al productor Marc Collins-Rector, amigo de Bryan Singer, a quien se le acusó formalmente de abuso sexual contra niños y adolescentes varones. Collins-Rector logró un acuerdo judicial y se mudó a República Dominicana.
En otros casos, el actor Jeffrey Jones fue detenido en 2003 luego de obligar a un niño de 14 años a posar desnudo para él. Jeffrey no negó las acusaciones. En la década de los años 1980, Víctor Salva (director de Jeepers Creepers) cumplió 15 meses de condena por haber abusado de uno de sus actores, un niño de 12 años, y por haber obligado a hacerle sexo oral a otro de 14.

### Caso Bill Cosby

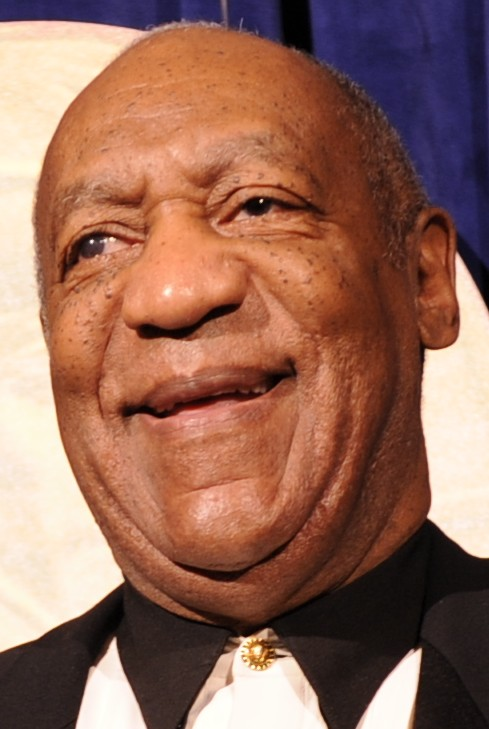
Bill Cosby acusado por 36 mujeres de abuso sexual.

Durante 2014, alrededor de 36 mujeres acusaron públicamente al actor y presentador de televisión Bill Cosby quien según sus declaraciones habría abusado sexualmente de ellas durante las décadas de 1970 y 1980. La mayoría coincidía en que Cosby las había drogado para facilitar la agresión. Por ejemplo la exmodelo Janice Dickinson confesó que una tarde de 1982, mientras sufría de intensos dolores menstruales Cosby le recomendó una "pastillita" que supuestamente calmaba el malestar. "Lo último que recuerdo es perder el conocimiento y a Cosby sobre mí como el monstruo que es" dijo a CNN. En el mismo artículo se hace responsable al presentador de violar a una menor de 15 años.
Bill Cosby enfrentó dos juicios (el segundo aún en curso) bajo los cargos de abuso sexual. En enero de 2018, bromeó con el tema y se mostró despreocupado.
En diciembre de 2015, tres cargos de delito grave por agresión indecente agravada se presentaron contra Cosby en el Condado de Montgomery, Pensilvania, con base en las acusaciones de Constand sobre incidentes en enero de 2004. El primer juicio de Cosby en junio de 2017 terminó en un juicio nulo. Cosby fue declarado culpable de tres cargos de agresión indecente agravada en el nuevo juicio el 26 de abril de 2018, y el 25 de septiembre de 2018, Cosby fue sentenciado a tres a diez años en prisión estatal y multado con $ 25 000 más el costo de la acusación, $ 43 611.

## Acusaciones posteriores

### Acusaciones alrededor de la 89.º ceremonia de los Premios Óscar
En octubre de 2016, tras el estreno de la película The Birth of a Nation, su director y actor principal, Nate Parker fue señalado por un caso de 1999, cuando él y su amigo Jean Celestin (quien coescribió el guion) abusaron sexualmente de una mujer de 18 años después de intoxicarla con drogas. Durante la promoción de la película, el caso resurgió cuando el hermano de la víctima publicara que ella jamás había superado el abuso sufrido y que se había suicidado en 2012. Nunca pudo presentar una denuncia, ya que el propio Nate Parker la amenazó para no hacerlo. La promoción de The Birth of a Nation se vio envuelta en un clima de acusaciones contra su realizador por lo que no trascendió más allá de lo que se esperaba, incluso se le veía como potencial ganadora del Oscar como mejor película en la siguiente edición.
El actor Casey Affleck también fue acusado de acoso. De acuerdo al informe, durante la filmación de la película I'm Still Here, Affleck acosó a Amanda White y Magdalena Gorka, productora y directora de fotografía de la cinta respectivamente. Ambas partes llegaron a un acuerdo extrajudicial en 2010. La actriz Brie Larson, a la que le correspondió  entregarle a Affleck el premio como mejor actor en la 89.º ceremonia, no lo aplaudió cuando subió al escenario. Más tarde diría a los medios que «lo que sea que hiciese en el escenario habló por sí mismo». En enero de 2018, Affleck declaró que no presentaría el Oscar a la mejor actriz en la ceremonia correspondiente a ese año, con varios medios acreditando la razón a no querer ser objeto de atención debido a las acusaciones.

### Acusaciones realizadas en 2016
En 2016, la actriz Tippi Hedren afirmó en su autobiografía que en 1963, había sido acosada sexualmente por el director de cine Alfred Hitchcock durante la filmación de la película Los pájaros y que había prohibido a otros actores masculinos acercarse a ella.
A finales de 2016, se informó que en 1972, durante la filmación de la película El último tango en París, ni el actor Marlon Brando ni el director Bernardo Bertolucci advirtieron a la actriz Maria Schneider que filmaría una escena sexual con Brando ese día. La situación fue interpretada como abuso sexual, lo que a su vez condujo a informes de que Bertolucci había «confesado» que Schneider había sido violada en el set, lo que llevó a Bertolucci a emitir un comunicado aclarando que lo que tuvo lugar fue una simulación y no una relación sexual real.

### Caso Harvey Weinstein

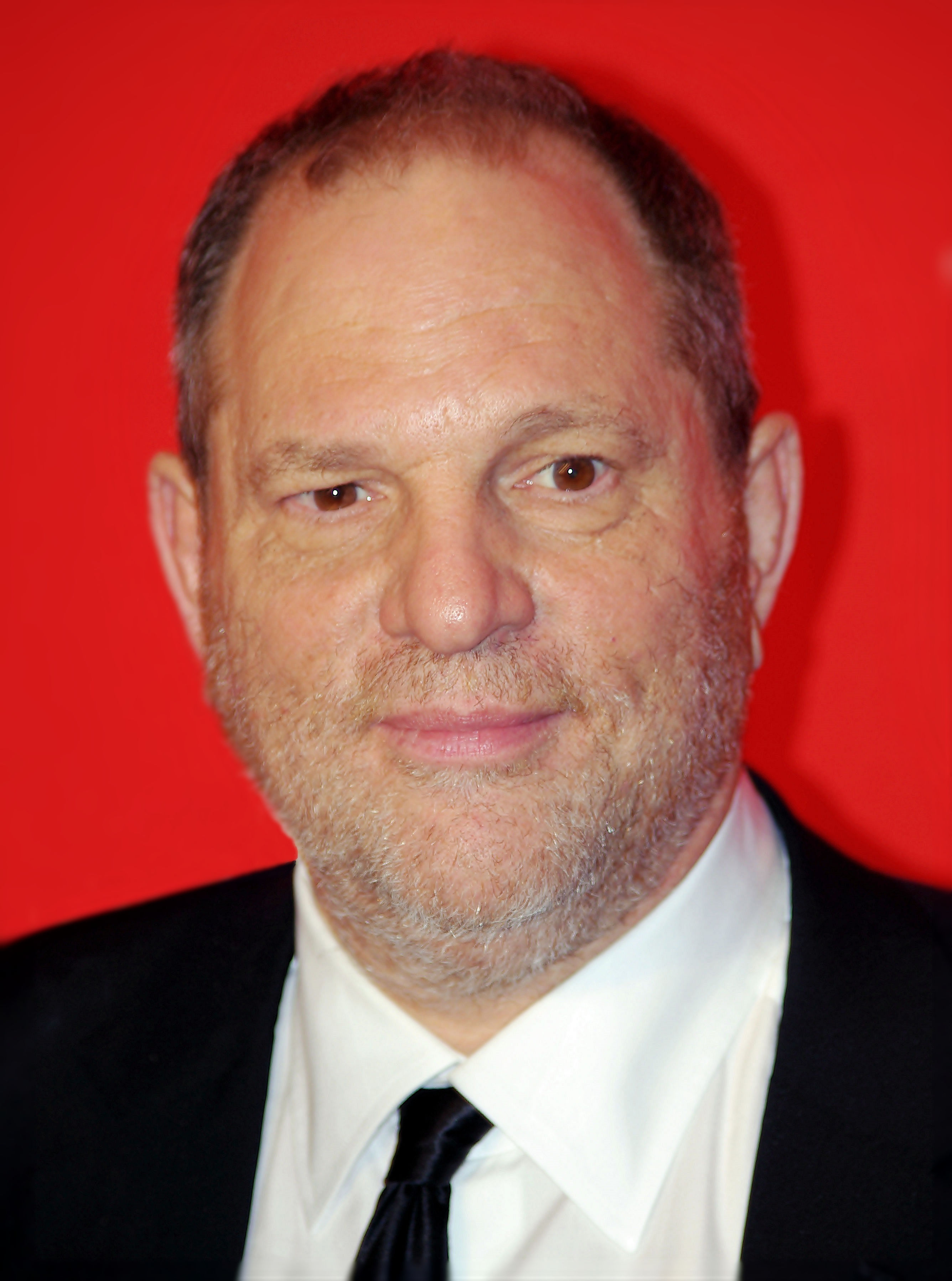
El caso Weinstein desató que decenas de víctimas expusieran sus agresiones.

El tema del abuso sexual en Hollywood adquirió importante significado dentro de la agenda mediática mundial en el año 2017, luego de que el productor Harvey Weinstein fundador de las compañías Miramax y The Weinstein Company fuera señalado por más de 60 mujeres de haberlas agredido sexualmente. Los señalamientos iban desde el acoso, la intimidación y el hostigamiento, hasta la violación. Weinstein no negó ninguno de ellos. Según los informes de las mujeres, Weinstein invitaba a jóvenes actrices o modelos a una habitación de hotel u oficina con el pretexto de discutir su carrera, y luego exigía masajes o relaciones sexuales. Durante uno de los audios revelados a la opinión pública se puede escuchar a Weinstein presionando a la modelo Ambra Battilana Gutiérrez para que lo acompañe a darse un ducha. Ante la negativa de ella, el productor le insiste con la frase: «No te haré nada, te lo juro por mis hijos».
Entre las actrices que alegan haber sufrido acoso o violación por parte de Weinstein se encuentran: Rose McGowan, Angelina Jolie, Mira Sorvino, Paz de la Huerta, Annabella Sciorra y Gwyneth Paltrow. Otra de ellas, la actriz italiana Asia Argento, elaboró una lista en la que se denunciaron más de 100 casos de abuso sexual de Weinstein. Los incidentes alegados en la lista datan de 1980 a 2015, e incluyen 18 denuncias de violación. En ellas se alegaba que el productor condicionaba los papeles importantes de películas a cambio de favores sexuales. Por su parte, la Academia de Artes y Ciencias Cinematográficas y la propia Weinstein Company decidieron expulsarlo de las mismas. El 24 de febrero de 2020, Weinstein fue declarado culpable de violación y abuso sexual por dos de los casos, y en marzo fue condenado a 23 años de prisión.
Las acusaciones en contra de Weinstein dieron pie a que un considerado número de víctimas de otras agresiones sexuales por parte de gente del medio cinematográfico se revelaran.

### Caso Kevin Spacey

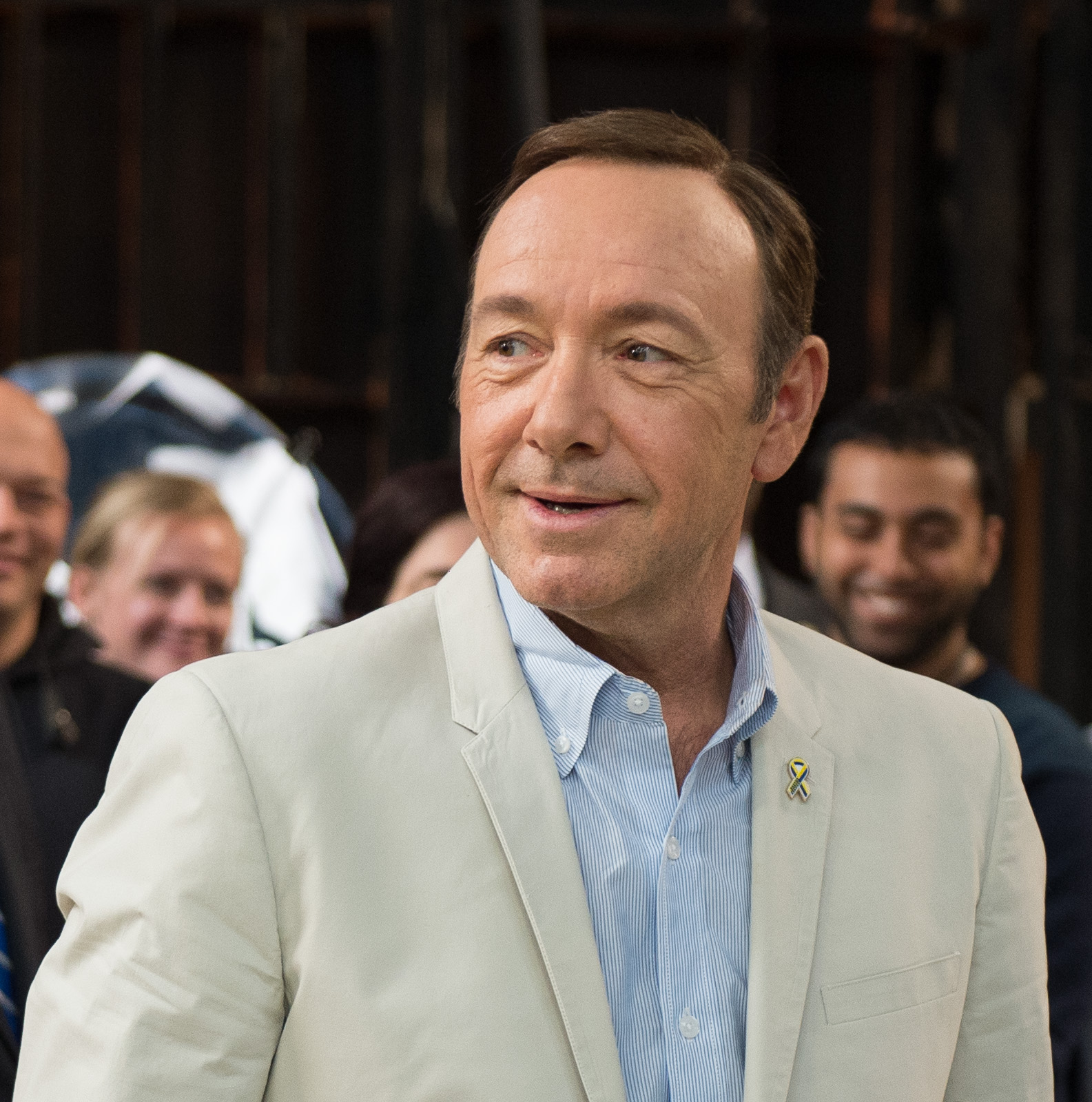
Kevin Spacey.

El 30 de octubre de 2017, mientras se desarrollaba el tema sobre Harvey Weinstein, el actor Anthony Rapp declaró que en 1986, siendo aún menor de edad, había sido acosado sexualmente por Kevin Spacey en el transcurso de una fiesta celebrada en la residencia de este. De acuerdo a la declaración, Spacey había intentado hacerle sexo oral a Rapp. En respuesta a estas acusaciones, Spacey alegó que no recordaba haberse comportado de manera inapropiada, y pedía perdón si fue así. En el mismo comunicado, Spacey declaraba públicamente su homosexualidad. Las acusaciones contra Spacey se agravaron cuando personal de equipo técnico de la serie House of Cards (que Spacey protagonizaba) declarara que el actor frecuentemente acosaba a los hombres durante las grabaciones. El actor mexicano Roberto Cavazos se sumó a la lista al señalar a Spacey de acosarlo. En su relato dijo: «Parece que sólo hacía falta ser un varón menor de 30 para que el señor Spacey se sintiera libre de tocarnos».
Luego de los señalamientos, Spacey anunció su ingreso en la clínica The Meadows, en Arizona para someterse a tratamiento por su adicción al sexo. La compañía Netflix rompió lazos comerciales con el actor y su participación en la película All the Money in the World fue eliminada. El actor Christopher Plummer tuvo que volver a grabar las escenas del personaje de Spacey. La serie House of Cards no canceló su sexta temporada, pero ésta se grabará sin su protagonista.
Para el 2021 la investigación y cargos penales contra Spacey siguen en desarrollo, uno de ellos fue retirado tras la muerte del masajista que lo acusó de acoso sexual. Después de su despido, la carrera del actor se vio fuertemente afectada, desapareciendo, prácticamente, de los medios de la noche a la mañana. Kevin Sapcey volvería, posteriormente, con tres videos diferentes: Let me be Frank (2018),KTWK (2019) y tuvo una participación en el 2020 en el encuentro Desayuno de los fundadores virtuales, emitido en el podcast de la conferencia comercial alemana Bits and Pretzels. En este último compara el cambio de realidad que se vivió en el 2020, con la llegada de la pandemia, con el que le sucedió a él una vez emitidos las acusaciones hacía su persona.

### #MeToo
Las acusaciones a Harvey Weinstein desencadenaron una campaña a través del hashtag #Me Too con el cual diferentes personas se sumaron a la lista de víctimas de abuso sexual por parte de actores, directores y productores. El comediante Louis C.K. y el cineasta Brett Ratner tuvieron proyectos cancelados después de al menos seis acusaciones cada uno. C.K. más tarde confirmó las acusaciones contra él y se disculpó, mientras que Ratner negó las acusaciones en su contra. Por su parte, el cineasta James Toback tuvo un total de 200 acusaciones de acoso sexual.
La actriz Anna Graham Hunter declaró en contra del actor Dustin Hoffman alegando que en 1985 durante el rodaje del telefilme Muerte de un viajante el actor la habría tocado y acosado con comentarios como cuando ella le preguntó que quería de desayunar a lo que Hoffman le respondió: «Un huevo muy cocido y un clítoris poco cocido». Hoffman admitió la acusación pero se justificó diciendo que era «el ambiente de la época»a. Por otra parte, actores como Richard Dreyfuss y Jeffrey Tambor negaron los señalamientos hacia ellos. En enero de 2018, después de ganar el premio Globo de Oro como mejor actor en película de comedia, James Franco fue acusado por cinco mujeres, entre ellas Sarah Tither-Kaplan, quienes alegaron que cuando fueron alumnas de Franco, él las obligaba a desnudarse y a quitarse las protecciones de plástico durante la filmación de escenas sexuales. Franco no asistió a la ceremonia de los Critics' Choice Award después de ello.
La revista Time nombró a las «interruptoras del silencio» detrás del movimiento #MeToo persona del año en 2017.
El movimiento #Metoo tuvo un fuerte impacto, especialmente en su lugar de procedencia: Twitter. Según el estudio de Pew Research Center, entre el periodo del 15 de octubre de 2017 al 30 de septiembre de 2018, la actividad del hashtag obtuvo su pico más alto cuando Alyssa Milano publicó el tuit, donde pedía que aquellas mujeres que hubiesen sido acosadas o abusadas sexualmente comentaran el hashtag. Otro de los puntos fuertes del movimiento en Twitter, ocurrió cuando Harvey Weinstein anunció su renuncia (poco menos de 800,000 menciones).
El movimiento no se quedó, únicamente, en Estados Unidos, sino que traspasó los límites de las redes sociales, y del internet mismo, llegando a todo el mundo. Esto se pudo ver en los logros obtenidos por el movimiento:
- 2018 La Universidad de Toronto creó un curso sobre el movimiento Me Too. Se trataba de explicar la influencia del movimiento, así como la importancia de los medios de comunicación.
- Según un análisis realizado por el New York Times, más de 150 hombres fueron despedidos de sus respectivos trabajos, acusados de agresión y abuso sexual.
- En Francia se aprobó la Ley contra la violencia.[57]

### Acusaciones de complicidad y críticas
La opinión pública se mostró en contra no sólo de los que cometieron los abusos sexuales sino de quienes los solaparon o callaron al respecto. Actores como Matt Damon, Ben Affleck y el director Quentin Tarantino admitieron conocer los crímenes sexuales de Harvey Weinstein. Luego de que la actriz Meryl Streep negara conocer el comportamiento del productor, Rose McGowan, una de las víctimas, la rebatió argumentado que Streep sí tenía conocimiento y la llamó «hipócrita». El 7 de enero de 2018, durante la ceremonia de los Premios Globo de Oro todos los asistentes decidieron vestir de negro en solidaridad con las víctimas. La participación de algunos asistentes fue criticada, incluida la propia Streep, además de Gary Oldman, de quien se dijo también conocía los crímenes sexuales de algunos de sus compañeros, y de Oprah Winfrey, quien luego de recibir el honorífico Premio Cecil B. DeMille dedicó su discurso a las víctimas de tales agresiones. Esa misma noche, el cantante Seal declaró que Winfrey había sido amiga de Harvey Weinstein y que conocía su comportamiento.
El 14 de enero de 2018, Liam Neeson criticó al movimiento social alegando que las acusaciones a sus compañeros actores habían convertido a Hollywood en una caza de brujas, y añadió: «Hay algunas personas, individuos famosos, que de repente son acusados de tocar la rodilla de una chica, o algo así, y enseguida son despedidos de sus programas». En enero de 2018, la actriz francesa Brigitte Bardot llamó «hipócritas» a algunas de las actrices que denunciaron los abusos. En su declaración dijo: «Hay muchas actrices que provocan a los productores para obtener un papel. Luego, al hablar de ellos, dicen que fueron acosadas». El 7 de febrero, Jill Messick, exmánager de la actriz Rose McGowan se suicidó, según declaraciones de su familia, a causa de una depresión sufrida después de que McGowan la culpara de fijar encuentros para que Harvey Weinstein abusara de ella. La familia comentó: «permitió que su reputación se manchará y que entrara en una depresión. Ella nunca quiso ser una persona pública y Rose la obligó». McGowan respondió que Jill era una actriz colateral de las violaciones que sufrió.

## En la cultura popular
Los abusos sexuales en Hollywood habían sido objeto de chistes y burla en ceremonias como las de los Globo de Oro. Durante la gala de 2018 siendo el tema objeto de agenda mediática, el presentador Seth Meyers dijo en alusión a la película La forma del agua (dirigida por Guillermo del Toro): «Cuando escuché que se filmaría la historia de una mujer inocente que se enamora de un monstruo solo dije, "¡Oh no, no otra película de Woody Allen!"». Dos años atrás, el presentador de la gala Ricky Gervais habló de la película Spotlight (sobre abusos cometidos por sacerdotes) agregando: «Spotlight es la película de como a un grupo de depredadores sexuales se le permitió abusar de menores y seguir trabajando impunemente y sin castigo alguno. Roman Polanski la llamó "la mejor comedia romántica de la historia"». En la ceremonia de anuncio de las nominaciones a los Óscar de 2013, el anfitrión Seth MacFarlane bromeó al anunciar a las nominadas a la Mejor Actriz de Reparto: «Felicitaciones, ustedes cinco mujeres ya no tienen que pretender sentirse atraídas por Harvey Weinstein».

## Psicología y conductas
El centro psicológico Cepsim en Madrid, España, describió en resumen respecto al perfil del abusador: «Son hombres o mujeres con mucho poder y lo utilizan con personas vulnerables para conseguir lo que quieren. Normalmente carecen de empatía, que es lo que nos sitúa en el dolor ajeno y nos hace no hacer daño ni ser egoístas». El departamento de psicología de la Universidad de Málaga en España añadió que por lo regular el violador no asimila que está cometiendo un delito, ya que su mente suele ser narcisista. La gente con poder mediático usualmente se presenta con una personalidad «encantadora» y goza de buenas relaciones públicas, por lo que cuando el abuso es destapado las propias leyes dudan de las víctimas. La personalidad de este tipo de abusadores también tendría conductas atípicas como citar a actrices y modelos a castings o firmas de contratos en lugares inusuales tales como habitaciones de hoteles o cuartos privados. Luego del abuso recurrirían al chantaje o a una amenaza directa para silenciar a la víctima. La abogada en derecho penal Alicia Ozores, explicó al diario La Vanguardia que algunos acosadores trataron de acogerse bajo el argumento de que «eran adictos al sexo», esto con el fin de reducir una sentencia y limpiar su imagen debido a que la adicción al sexo es un trastorno reconocido. Harvey Weinstein y Kevin Spacey utilizaron el argumento como respuesta a los señalamientos en su contra. De acuerdo al perfil psicológico del abusador, muchos de los acosadores y violadores del espectáculo no tenían necesidad de recurrir a la violencia física, ya que empleaban la persuasión, el engaño o la presión para someter a la víctima, basándose en su relación de autoridad. En el caso de los abusos propiamente a niños, el violador solía ser oportunista, aprovechándose del descuido de los padres y en este caso de su deseo de incursionar en el medio.
Respecto a las víctimas, su temor suele estar relacionado con la incredulidad de la opinión pública y a ser juzgados por la misma. Por lo regular, la sociedad condena el abuso pero a su vez se cuestiona respecto al porqué la víctima no habló o denunció antes. La psicóloga brasileña Flavia Dos Santos dijo al periódico El País de Colombia que generalmente las víctimas son convencidas de hablar cuando se les hace ver que su declaración puede contribuir a que casos así ocurran cada vez menos. La víctima suele sentir impotencia al saber que sus abusadores son gente con poder mediático y por consecuencia puede gozar de impunidad cuando tenga una demanda pública. Muchas de los comportamientos posteriores de las víctimas como los flashbacks, el sentimiento de culpa o el disbalance en las relaciones interpersonales fueron exhibidos en el documental An Open Secret en donde las víctimas narran que el abuso sexual se ha asumido como parte de la cultura en Hollywood y por ello nadie se ha preocupado por erradicarlo.

## Tema dentro de las elecciones de los Estados Unidos de 2016
El abuso sexual como resultado del poder de la élite mediática fue uno de los temas durante las elecciones presidenciales de Estados Unidos de 2016, particularmente cuando en octubre del mismo año y faltando un mes para los comicios, se difundiera una grabación de audio que databa del 2005 en la cual se escuchaba a Donald Trump, entonces candidato a la presidencia por el Partido Republicano, expresarse sobre como utilizaba su poder para «tocar a las mujeres». Durante 2005, Trump, aún alejado a la política, se desempeñaba como juez del programa de televisión The Apprentice, concepto que él mismo había creado para la cadena NBC. En la grabación Trump alegaba respecto a las mujeres: «... cuando eres una estrella, te dejan hacerles cualquier cosa. Agarrarlas por el coño. Puedes hacer lo que quieras».
Ese mismo día, Trump dijo que estaba arrepentido de haberse expresado así y que «el no era perfecto». Así mismo durante el tercer debate presidencial alegó: «nadie respeta a las mujeres más que yo». Trump ganó la elección presidencial un mes después y unos días más tarde la productora Brave New Films presentó un video que recopilaba los testimonios de 16 mujeres que de manera pública acusaron a Donald Trump de haberlas acosado o asaltado sexualmente.
En octubre de 2017, el expresidente Barack Obama y la ex secretaria de Estado Hillary Clinton se solidarizaron con las víctimas de las violaciones. Obama declararía sobre el comportamiento en específico de Harvey Weinstein: «Michelle y yo estamos disgustados por los informes recientes sobre Harvey Weinstein, cualquier hombre que degrade a las mujeres de esa manera debe ser condenado y responsabilizado, independientemente de su riqueza o condición».